# Achaia Clauss
Achaia Clauss (grec moderne : Αχάια Κλάους) est l'une des plus anciennes entreprises viticoles grecques. Fondée en 1861 par l'Allemand Gustav Clauss, elle a son siège social à Patras en Achaïe. En 2004, elle produisait 15 000 hl de vin, dont le plus célèbre est le mavrodaphni (en).

## Histoire
En 1861, l'Allemand Gustav Clauss créa une exploitation viticole. Il est aussi considéré comme le créateur (et le promoteur) du mavrodaphni. Après la Première Guerre mondiale, l'entreprise fut achetée par un marchand grec de raisins secs Vlássis Antonópoulos.
Durant les cinquante années qui suivirent, la compagnie périclita, jusqu'aux années 1970 et l'introduction du Demestica. Ce vin, le premier à être vendu en bouteille, avec un bouchon de liège, domina le marché grec, et international, pendant une quinzaine d'années. Au début des années 1980, Achaia Clauss vendait vingt millions de bouteilles de Demestica.
La compagnie connut alors des problèmes financiers et la famille Antonópoulos dut vendre aux banques.

## Productions
Le mavrodaphni, vin sucré, est définitivement attaché à Achaia Clauss et la réputation de la compagnie repose en grande partie sur la réputation de ce vin. Il y en a trois types chez Achaia Clauss : le Mavrodaphni Impérial, âgé de huit ans, au goût souvent un peu jeune ; le Mavrodaphni Réserve 601, vendu entre 15 et 18 ans, toutes les bouteilles sont numérotées (les deux derniers chiffres indiquent le millésime) ; le Mavrodaphni Grande Réserve, liquoreux. Les caves d'Achaia Clauss conservent du Mavrodaphni Grande Réserve de plus de 70 ans d'âge, dont deux tonneaux du millésime 1882. Même au plus fort de ses difficultés financières, la compagnie n'a pas cédé à la tentation de vendre ces vins. Quelques bouteilles sont tirées de temps en temps de cette réserve, souvent pour de grandes occasions.
La principale production d'Achaia Clauss est le Demestica, produit en grande quantité, comme les soixante autres références du catalogue. À la fin des années 1990, Achaia Clauss a créé toute une série de vins à destination du marché des jeunes.